# Sciophila pandora
Sciophila pandora är en tvåvingeart som beskrevs av Chandler 2006. Sciophila pandora ingår i släktet Sciophila och familjen svampmyggor. Inga underarter finns listade i Catalogue of Life.